# 魔法使いの弟子 (詩)
『魔法使いの弟子』（まほうつかいのでし、ドイツ語: Der Zauberlehrling、英語: The Sorcerer's Apprentice）は、ヨハン・ヴォルフガング・フォン・ゲーテによる1797年の詩である。14のスタンザからなるバラッドである。

## あらすじ
この詩は、老いた魔法使いが弟子に雑用を押し付けて、自分の工房を出発するところから始まる。弟子は、桶で水を汲む仕事に飽きて、箒に魔法をかけて自分の代わりに水汲みの仕事をさせる。しかし、弟子は箒を止める魔法を知らなかった。
箒を止めるために箒を斧で2つに割ったが、それぞれが元の箒に戻って水汲みを続けてしまう。水を汲む速度がそれまでの2倍となり、部屋中水浸しになる。全てを失ってしまったと思ったときに魔法使いが帰ってきて、箒にかけた魔法を解除する。そして、強い霊を呼び出すのは師匠だけにした方がいいという魔法使いの言葉で詩は締めくくられる。

## 分析
この詩の物語は、ATU分類でATU 325（魔術師とその弟子）およびATU 325*（見習いと霊）として分類されている。ATU 325に分類される物語には、主として以下の2つの類型がある。
- 父親が息子を魔術師に売り渡す。息子は変身を学び、魔術師のもとから逃げ出して父親の元に戻る。2人はお金を稼ぐために、馬の姿に変身した息子を師匠の魔術師に売る計画を立てる。魔術師はそのトリックに気づき、弟子が変身した馬を買い取る。その後、師匠と弟子の変身対決が行われ、狐に変身した弟子が、鶏に変身した師匠を食べて勝利する。
- 少年が魔術師に弟子入りし、その術を覚えて逃げ出す。王女の助けを借り、弟子は変身対決で師匠に勝つ（このタイプには父親は登場しない）。

民俗学者のスティス・トンプソンは、この物語の起源はアジア、その中でもおそらくインドであろうと示唆した。トンプソンによれば、この物語はアジア、ヨーロッパ、アフリカ、アメリカ大陸に広がっている。
ハサン・M・エル＝シャミーは、この物語の古い形式が、古代エジプトの物語『セトネ・カムワスとシ・オシレ』の中に2人の魔術師の対決の話として現れていると述べた。さらに研究を進めると、2人の魔術師が姿を変えて戦うというモチーフは、非常に古くからあることがわかった。

## 類似した物語
この物語から派生した物語の中には、ゲーテのものと異なり、魔法使いが弟子に対して怒ったり、混乱して弟子を追放したりするものもある。ゲーテの詩においては、師匠は弟子に、魔法を制御する方法を学ぶ必要性について説くだけである。

### 嘘好き
『嘘好き』(古代ギリシア語: Φιλοψευδής)は、古代ギリシャのルキアノスが西暦150年頃に書いた枠物語である。語り手のティキアデスは、病気で老いた友人エウクラテスの家を訪れ、超自然の実在について議論を交わす。エウクラテスやその他の訪問者たちが、超自然を実証するために様々な話をし、ティキアデスはそれに反論したり嘲笑したりする。
エウクラテスは、自身の若い頃の話として、ゲーテの『魔法使いの弟子』に非常によく似た話を語っている。『嘘好き』のこの話は、このタイプの物語の中でも最古のものとして知られている。ゲーテの詩とは、以下のような違いがある。
- 登場する魔法使いはエジプトの神秘主義者であり、パンクラテスという名前のイシスの神官である。
- エウクラテスはパンクラテスの弟子ではなく、パンクラテスが呪文を唱えるのを盗み聞きしただけである。
- 魔法で動かしたのは、箒ではなく乳棒である。

### その他の関連した物語
「魔法や技術の力が、それを行使した賢くない人間にそむく」というテーマは、多くの伝承や芸術作品に見られる。比較神話学者のパトリス・ラジョワは、ブリトン人の神話におけるタリエシンの伝説と、アレクサンドル・アファナーシェフが収集したロシアの童話"Le savoir magique"の間に類似性があると主張した。どちらの話もATU 325に分類されている。17世紀フランスの作家ユスターシュ・ル・ノーブルは、このタイプの物語を文学的に変形した"L'apprenti magicien"を執筆した。

#### 神話
- ミダース
- ゴーレム
- アビマニユ（『マハーバーラタ』）
- ジャータカに、弟子が呪文で生き返らせた虎に殺され、師匠から対抗の呪文を教わっていなかったため、死んでしまうという話がある[12]。

#### 民話・童話
- "Maestro Lattantio and His Apprentice Dionigi"（イタリア）
- "The Master and his Pupil"（ジョセフ・ジェイコブス『イギリス昔話集』）
- 『海の底の臼』（ノルウェー）
- 『どろぼうの名人とその大先生（英語版）』（グリム童話）
- 『おいしいおかゆ』（グリム童話）
- "The Magic Book"（アンドルー・ラング世界童話集）
- "Farmer Weathersky"（ノルウェー）
- ファウスト（ドイツの伝説）
- クラバート（英語版）（スラブの伝説）

#### 文学作品
- 『ストレガ・ノナ（英語版）』
- 『フランケンシュタイン』
- 『猿の手』
- 『奇蹟人間』などのH・G・ウェルズの作品

## その他の用例
この詩には、ゲーテと同時代のカール・フリードリヒ・ツェルターやヨハン・ルドルフ・ツムシュテーク、およびカール・レーヴェが曲をつけている。また、フランス語訳したものを元にして、ポール・デュカスが1897年に交響詩『魔法使いの弟子』を作曲した。
1940年のウォルト・ディズニーの映画『ファンタジア』は、クラシック音楽を題材にした8つの短編アニメーションであり、その中の一つにデュカスの『魔法使いの弟子』がある。『魔法使いの弟子』(The Sorcerer's Apprentice)というタイトルで、ミッキーマウスが魔法使いの弟子を演じており、箒が2つではなく無数に増えることと、師匠のイェン・シッド（Yen Sid、Disneyを逆に綴ったもの）が弟子を激しく𠮟りつけることを除けば、ゲーテの原作の内容を忠実に再現している。『ファンタジア』により、ゲーテの元の詩も有名になった。続編の『ファンタジア2000』でも、原作のストーリーが守られている。
ハンス・ハインツ・エーヴェルスの1910年の小説や、TVシリーズ『ドクター・フー』を題材にしたクリストファー・ブリスの1995年の小説など、この物語を元にした小説もいくつかある。また、ノンフィクション作品のタイトルに「魔法使いの弟子」を使った例もある（エルスペス・ハクスリーのThe Sorcerer's Apprentice: A Journey Through Africa（1948年）、タヒル・シャーのSorcerer's Apprentice（1998年）など）。
カール・マルクスとフリードリヒ・エンゲルスは1848年の『共産党宣言』の中でゲーテのこの詩に言及し、現代のブルジョア社会は「呪文で呼び出した冥界の力をもはや制御することができない魔術師」だと述べた。